# Calcinha Preta
Calcinha Preta é uma banda de forró eletrônico, formada em 8 de dezembro de 1995, na cidade de Aracaju, pelo empresário e produtor musical Gilton Andrade.
Atualmente, tem como vocalistas: Daniel Diau, Silvânia Aquino, Bell Oliver e O'hara Ravick.

## Informações gerais
A banda tem como características suas canções de cunho romântico, shows super produzidos, figurinos arrojados e inúmeras trocas de formações, bem como a realização de versões em português de clássicos do rock e pop internacional.
Grande parte dos sucessos do grupo são, na verdade, versões de clássicos de rock e pop internacional. O romantismo ainda prevalece, sendo a maioria das letras sobre amor e relacionamentos. Uma das marcas da banda é o uso largo da guitarra solo nas músicas, sendo uma das primeiras bandas de forró eletrônico a colocar esse instrumento como elemento principal, ao invés da sanfona. A banda também é famosa pelas vozes masculinas agudas e também por utilizar estruturas grandes de palco com muitos efeitos visuais.
No ano de 2003, o grupo se apresentou para um público de 125 mil pessoas no Parque de Exposições, em Salvador, Bahia que originou o DVD Ao Vivo em Salvador. Este foi o primeiro álbum de vídeo de uma banda de forró.
O ápice do grupo seguiu com o seu álbum ao vivo seguinte, Show Histórico, gravado em Belém, Pará, que vendeu mais de 1 milhão e 600 mil cópias.
Em 2007, uma pesquisa publicada pelo instituto Datafolha apontava a Calcinha Preta como o terceiro artista mais popular do Brasil. Entre suas canções de maior popularidade destacam-se "Manchete dos Jornais", "Baby Doll", "Hoje à Noite", "Paulinha", "Louca Por Ti" e, principalmente, o single "Você Não Vale Nada", que ajudou a alavancar ainda mais a popularidade da banda, ao integrar a trilha sonora da telenovela Caminho das Índias, da Rede Globo. A faixa rendeu ao conjunto prêmios de melhor música de 2009, como nos Melhores do Ano, Extra de Televisão e no Troféu Imprensa. Ao longo de sua carreira o conjunto já comercializou cerca de 10 milhões de gravações, tornando-se um dos grupos de maior vendagem no Brasil. Em 1 de junho de 2023, foi noticiado que a banda atingiu a marca de 1 bilhão de visualizações e 2 milhões de inscritos em seu canal oficial no YouTube.
Ao longo dos anos, a Calcinha Preta sempre renovou seu quadro de cantores, o que gerou a identificação dos fãs com integrantes específicos ou formações inteiras em diferentes épocas.

## História

### 1993–1996: O início e a escolha do nome
Em 1993, foi fundada uma banda de baile chamada "Santa Rosa", a banda era comandada por Ulisses Andrade, primo de Gilton Andrade, que dois anos mais tarde formaria a banda Calcinha Preta. O nome da banda foi escolhido em uma pesquisa com vários nomes incluindo "Calcinha Preta" onde muitas pessoas o aprovaram. Assim, a banda gravou seu primeiro álbum em 1996. Seus vocalistas eram Sidney "Chuchu" e Luciana Linhares.

### 1997: O sucesso de"Onde o Sonho Mora" e chegada de novos vocalistas
Em 1997, a banda lançou seu segundo álbum, numa collab com outra banda de forró, o "Forrozão da Condenada". Neste disco, veio o primeiro sucesso: "Onde o Sonho Mora", que fez a banda ficar conhecida em todo o Nordeste. O objetivo deste CD foi lançar o Forrozão da Condenada no mercado, porém este projeto acabou não dando certo.
Ainda em 1997, Luciana Linhares deixa a banda e entram Alexandre Melo, Malba Martins e Jennifer Martins e, com essa formação, a banda lançou seu terceiro álbum, intitulado "Arrepiando Com a Galera - Ao Vivo", que vendeu mais de 250 mil cópias e rendeu à banda o seu primeiro Disco de Ouro.

### 1998-1999: A chegada de Daniel Diau e Paulinha Abelha
Em 1998, entra: Márcia Glover, passou poucos meses na banda, após a saída de Malba, meses depois, Márcia sai, e logo depois entram Marilda Silva e Daniel Diau. Com essa formação, a banda lançou o seu quarto álbum, emplacando os sucessos "Desilusão", "Saudade", "É Seu Amor Que Eu Quero" e "Jura Que Me Ama". Foi através deste álbum que a banda ficou conhecida em todo Brasil. Ainda no mesmo ano, Sidney e Alexandre deixam a banda.
Em 1999, a Calcinha Preta passa a se apresentar em programas nacionais como: Programa Raul Gil, Domingão do Faustão e Planeta Xuxa. Ainda no mesmo ano, Malba retorna do Raio da Silibrina e traz consigo Rogério Valença. Logo depois, Paulinha Abelha é indicada por Daniel e passa a fazer parte da banda. Ainda no mesmo ano, com esta formação, a banda lançou o seu quinto álbum com os sucessos do Volume 4 e também as inéditas: "Eu Vim Pra Te Ver", "Só Você Me Faz Feliz", "Agenda Rabiscada" e "O Filé do Brasil".

### 2000: O sucesso de "Cobertor", chegada de Silvânia Aquino eRaied Neto
Ainda em 2000, a banda gravou seu sexto álbum, que continha regravações de outras bandas de forró e novos sucessos como "Sou Seu Amor", "Cobertor", "Louca Por Ti" e "Hello". Este álbum marca a entrada de Raied Neto e Silvânia Aquino e a saída definitiva de Malba e Rogério. No fim do ano, Daniel deixa a banda para montar o projeto "O Filé do Brasil", juntamente com Malba e Rogério. Em seu lugar, entrou Berg Lima que, na época, era dançarino da banda e após testes durante um ensaio, foi indicado pelo produtor da banda ao empresário para ser o substituto imediato de Daniel Diau.

### 2001–2007: O Auge

#### 2001: A chegada de Berg Rabelo
No início de 2001, Daniel retorna à banda, juntamente com o recém-chegado Berg Rabelo e assim gravariam seu sétimo álbum, emplacando os sucessos Te Amo, Tudo de Novo, Coração Bobo, Seu Amor é Bom, Te Amo Tanto, Refém e Mulheres Perdidas.
Em novembro de 2001, Daniel Diau pede demissão para seguir carreira solo e Berg Rabelo passa a liderar a voz masculina da banda. Nesta ocasião, Silvânia Aquino havia sido demitida e a direção da banda contratou Vanessa Berq. Porém, Silvânia retorna em menos de 1 mês e gravando o oitavo álbum, com o registro dos shows nas cidades de Aracaju, Salvador e São Paulo. Vanessa só aparece no encarte do álbum, porém sua voz não é usada em nenhuma música.
No ano de 2002 a banda lança o álbum intitulado Volume 8 Ao Vivo. A canção "E o Vento Levou" com a participação de Marquinhos Maraial e da banda Mulheres Perdidas, vira febre em todo Nordeste em poucas semanas e o álbum se torna mais um recorde de vendas. Ainda em 2002, a Calcinha Preta lançou seu nono álbum, com os sucessos "Não Me Deixe Agora", "Magoei Meu Coração", "Amor da Minha Vida", "Veneno" e "Te Quero Namorar". Este foi o último trabalho da banda com Jennifer Martins, que passou a integrar a banda Mulheres Perdidas. Amara Barros também teve breve passagem nesse período.

#### 2003: Gravação primeiro DVD
Daniel retorna mais uma vez e a banda grava o décimo álbum, intitulado A Gente Se Vê Lá, sendo este um dos mais vendidos de sua história.

Com Daniel, Berg, Silvânia, Paulinha e Neto, a banda grava, em setembro de 2003, seu primeiro DVD na cidade Salvador.
Este show bateu todos os recordes de uma banda de forró independente (bilheteria, estrutura própria e vendas de cópias, sendo até os dias atuais, o DVD mais vendido do mundo do forró). O show levou mais 120 mil pagantes ao Parque de Exposições de Salvador.

#### 2004: Saída de Berg Rabelo e entrada de Marlus Viana
Com o sucesso do primeiro DVD, a banda gravou o seu décimo primeiro álbum, que apresentou ao publico a canção "Hoje a Noite" (versão da música Alone da banda de hard rock Heart). O álbum possibilitou à banda internacionalizar sua agenda realizando os primeiros shows na Europa e na América do Norte. Ainda em 2004, Berg Rabelo decidiu não renovar mais seu contrato e deixou a banda, sendo substituído por Marlus Viana. Meses depois é gravado seu décimo segundo álbum, intitulado "Mágica".

#### 2005: Gravação do segundo DVD e saída de Marlus
Em abril de 2005, a banda gravou o seu segundo DVD na cidade de Belém, na antiga Arena Yamada. Nesse show, compareceram mais de 80 mil pessoas, o DVD vendeu aproximadamente 1.600.000 cópias e deu a banda um disco de diamante duplo. Antes do lançamento, Marlus Viana deixa a banda para integrar a Mulheres Perdidas.
A banda seguiu com o quarteto e, com essa formação, em 2006, lançou seu décimo quarto álbum, intitulado Dois Amores, Duas Paixões, que rendeu a banda um disco de platina duplo.
No ano de 2006, a banda lançou seu décimo quinto álbum, com os singles "Pensão Alimentícia", "Campeão de Bilheteria", "Bebo e Choro" e "Romeu e Julieta", além de regravações de sucessos do álbum anterior. No mesmo ano, a banda lançou um CD Edição Especial intitulado As 20+, contendo os 20 maiores sucessos da banda até então.

#### 2007: Gravação do terceiro DVD
Em 2007, Gilton Andrade dá início ao projeto "Calcinha Elétrica", onde a banda toca os seus sucessos em ritmo de axé e lançou o seu décimo sexto álbum, onde emplacou os sucessos "Como Vou Deixar Você" e "Faltou o Leite Ninho".
Ainda em 2007, a banda lançou o décimo sétimo álbum, com a música título em homenagem a cantora Paulinha Abelha. Daniel se afastou da banda para se tratar de uma cirurgia na garganta sendo substituído na gravação das faixas em estúdio por Marquinhos Maraial e, nos shows, novamente por Berg Lima. Logo depois, Marlus e Daniel retornam. Em dezembro do mesmo ano, a banda gravou seu terceiro DVD, ao vivo no Recife, com participações especiais de Hebe Camargo, Fábio Júnior, Tatau e Marquinhos Maraial.

### 2008–2018: Saída de Daniel Diau e várias mudanças na formação

#### 2008: Saída de Daniel Diau e entrada de Bell Oliver
No inicio de 2008, Berg Lima e Daniel Diau deixam banda para seguir carreira gospel. Cláudio Livier foi o escolhido como o substituto e a banda lançou seu décimo nono álbum, intitulado "Vencedor". No final do mesmo ano, Bell Oliver foi contratado para integrar a banda; pouco tempo depois, Cláudio e Neto deixaram a banda e entram Mirella Vieira e Michelle Menezes.

#### 2009: Tema de novela e projeção nacional
No início de 2009, Mirella deixa a banda. A gravação do vigésimo álbum ocorreu nas cidades de São Paulo e Rio de Janeiro. A música "Você Não Vale Nada" fez parte da trilha sonora da novela Caminho das Índias, onde foi o tema da personagem "Norminha" (Dira Paes), se tornando um grande sucesso nacional e rendendo à banda o Prêmio Globo de Melhores do Ano de música do ano de 2009, o Prêmio Extra de Televisão de 2009 e o Troféu Imprensa de 2010.
Pouco antes do São João, Ana Gouveia é contratada e Michelle Menezes deixa a banda no fim do período junino. No mesmo ano é lançado o vigésimo primeiro álbum intitulado de Ao Vivo e Na Boca do Povo, contando com os sucessos "Como Fui Me Apaixonar", "Liga Pra Mim" e as regravações de "Você Não Vale Nada" e "Eu Amo Demais", em homenagem aos 50 anos de carreira do rei Roberto Carlos.
Em 25 de dezembro de 2009, Silvânia Aquino e Bell Oliver, representando a banda, se apresentaram no Roberto Carlos Especial, programa de fim de ano exibido na TV Globo, cantando "Você Não Vale Nada" e "Eu Amo Demais" ao lado do rei Roberto Carlos; Sendo assim a primeira banda de forró a se apresentar com o artista.

#### 2010: Gravação do quarto DVD
Em 2010 Marlus Viana deixa a banda mais uma vez. Após o lançamento do vigésimo segundo álbum Sou Assim Não Vou Mudar, Paulinha Abelha se desliga da banda. Ramon Costa é contratado e junto a Silvânia Aquino, Bell Oliver e Ana Gouveia, a banda grava o vigésimo terceiro álbum Virei Seu Fã, Ao Vivo na Bahia.
No dia 8 de dezembro de 2010, ocorreu a gravação do quarto DVD, em comemoração aos quinze anos da banda, na cidade de Maceió. O show, em estrutura de 360°, contou com a participação de Léo Santana, João Bosco & Vinícius e Léo Magalhães.

#### 2011–2013: Nova reformulação no quadro de vocalistas
Em 2011 a banda lançou seu vigésimo quinto álbum, intitulado "Meu Primeiro Namorado", tendo a música título como single. No final desse mesmo ano,  Bell e Ramon deixam a banda para montar seu próprio projeto e Dennis Nogueira e Jobson Mascarenhas são contratados para formar o novo quarteto
Em 2012, a banda lançou seu vigésimo sexto álbum, intitulado "Eu Amo Você". Ainda em 2012, a banda lançou o single "Faço Chover", versão de "It Will Rain", do cantor Bruno Mars. Ana Gouveia deixa a banda, sendo substituída pelas backing vocais Leilane Mapa e Simone Barreto.
Em 2013, a banda lançou seu vigésimo sétimo álbum, intitulado "Calcinha Preta Premium". No fim do ano, Leilane e Simone anunciam a saída da banda para formarem uma dupla.

#### 2014–2015: Retorno de Marlus, Paulinha e Bell
Em dezembro de 2013, Marlus e Paulinha retornam a Calcinha Preta e pouco tempo depois é anunciada a saída Dennis e Jobson, sendo substituídos por Adriano Sill. No ano seguinte, Adriano Sill deixa a banda e Bell Oliver retorna.

#### 2016: Novo tema de novela e a saída de Marlus, Silvânia e Paulinha
Em 2016, a música "A Dona do Barraco", foi tema da personagem Adisabeba (Suzana Vieira), na novela A Regra do Jogo, da Rede Globo. Após o carnaval, Silvânia e Paulinha se desligam da banda para montar o projeto "Gigantes do Brasil" com seu ex-colega de banda, Daniel Diau. Pouco tempo depois, Ana Gouveia, retorna a banda. No dia 23 de fevereiro, a banda anuncia o retorno da vocalista Michelle Menezes. Dias depois, Marlus Viana anuncia seu desligamento definitivo da banda para seguir carreira solo. Em dezembro de 2016, Michelle Menezes desliga-se novamente da banda, desta vez para cuidar de sua gravidez.

#### 2018: O retorno de Daniel, Silvânia, Paulinha e a saída de Ana Gouveia
No ano de 2018, Daniel Diau retornou à banda após um hiato de dez anos. A confirmação veio através das redes sociais da banda, que divulgou um vídeo do próprio vocalista confirmando sua volta. Logo após o mês junino, veio a confirmação de Silvânia e Paulinha, que reestrearam em 22 de agosto, num pocket show realizado no Salvador Norte Shopping. Além de muitos programas de TV e Rádio realizados neste mesmo dia, na capital baiana. Em 27 de outubro, a cantora Ana Gouveia anunciou em suas redes sociais que estava se desligando do grupo.

### 2020: Gravação do quinto DVD
Em 5 de fevereiro de 2020, a banda gravava seu 5º DVD em Aracaju, Sergipe com participações especiais de Gusttavo Lima, Wesley Safadão, Raí Saia Rodada, Márcia Fellipe, Wallas Arrais e Jottapê.

### 2022: Morte de Paulinha Abelha
Em 11 de fevereiro de 2022, a cantora Paulinha Abelha foi internada em estado grave em Aracaju, Sergipe, com quadro de insuficiência renal. No dia 17, o quadro clínico evoluiu para um coma profundo, que não se alterou durante seis dias, até a morte da artista no dia 23, após ser constatada a morte cerebral. Abelha foi sepultada no cemitério de sua cidade natal, Simão Dias. O laudo revelou que as causas da morte foram meningoencefalite, hipertensão craniana, insuficiência renal aguda e hepatite.
A Calcinha Preta homenageou a vocalista, introduzindo em sua logomarca o desenho estilizado de uma abelha e o subtítulo "Como Não Amar", frase eternizada por Paulinha.
No dia 25 de março, a banda liberou nas plataformas digitais a última música gravada por Paulinha, "Venha Me Amar", a pedido da família e dos fãs. Em 19 de maio a banda lançou uma música inédita em homenagem a cantora chamada "Abelha Que Virou Anjo", No dia seguinte, foi liberado no canal da banda no YouTube o último DVD gravado pela eterna Paulinha Abelha, em Belém, no dia 04 de dezembro de 2021.
Em 21 de maio, aconteceu o show histórico "Pra Sempre Paulinha" em Belém com as participações dos ex-vocalistas da banda, Raied Neto e Berg Rabelo.

### 2023: Entrada de O'hara Ravick, lançamento da TurnêAtemporale gravação do sexto álbum de vídeo
Em 18 de março de 2023, a banda Calcinha Preta anunciou a chegada de O'hara Ravick, cantora com passagem por bandas como Limão com Mel e Banda Magníficos.
Em 7 de dezembro de 2023, a Calcinha Preta gravou o audiovisual Atemporal em Salvador, Bahia, com a participação dos ex-vocalistas Berg Rabelo, Raied Neto e Marlus Viana. A gravação ocorreu no mesmo local do primeiro DVD da banda e incluiu a participação dos cantores Edu Falaschi, Tierry e da dupla Maiara & Maraisa.
Em 11 de dezembro do mesmo ano, foi anunciado que o projeto Atemporal sairia em turnê pelas grandes capitais do Brasil.

## Controvérsias
- Em 9 de julho de 2024, durante a apresentação da Calcinha Preta no festival Arena Sertaneja em São Paulo, a vocalista Silvania Aquino interrompeu o show para abordar uma espectadora que fez comentários negativos sobre a banda. Aquino pediu que a mulher deixasse o local e enfatizou a importância do respeito. A intervenção da cantora foi aplaudida pelo público.[65]

## Integrantes
- Daniel Diau (1998–2001, 2003–2008 e 2018–presente)
- Silvânia Aquino (2000–2016 e 2018–presente)
- Bell Oliver (2008–2011 e 2015–presente)
- O'hara Ravick (2023–presente)

### Ex-vocalistas
- Luciana Linhares (1995–1996)
- Sidney Sanley † (1995–1998) [66]
- Alexandre Mello (1997–1998)
- Márcia Glover (1998)
- Malba Martins (1997–2000)
- Rogério Valença (1999–2000)
- Marilda Silva (1998)
- Vanessa Berq (2001–2002)
- Jennifer Martins (1997–2003)
- Amara Barros (2002–2003)
- Luciana Lessa (2004)
- Berg Rabelo (2001–2004)
- Berg Lima (2000 e 2007)
- Raied Neto (2000–2008)
- Cláudio Livier (2008)
- Mirella Vieira (2008–2009)
- Ramon Costa (2010–2011)
- Simone Barreto (2012–2013)
- Leilane Mapa (2012–2013)
- Dennis Nogueira (2011–2014)
- Jobson Mascarenhas (2011–2014)
- Adriano Sill (2014–2015)[67]
- Marlus Viana (2004–2005, 2007–2010 e 2014–2016)
- Michelle Menezes (2008–2009 e 2016)
- Ana Gouveia (2009–2012 e 2016–2018)
- Paulinha Abelha † (1999–2010, 2014–2016 e 2018–2022)[55]